# 舍維諾湖 (謝別日區)
56°20′14″N 29°06′43″E / 56.33722°N 29.11194°E
舍維諾湖（俄语：Шевино），是俄羅斯的湖泊，位於該國西北部，由普斯科夫州負責管轄，處於謝別日區，面積3.5平方公里，集水區面積15.1平方公里，平均水深4米，最大水深10米。